# An Bình, Nam Sách
An Bình là một xã thuộc huyện Nam Sách, tỉnh Hải Dương, Việt Nam.
Xã An Bình có diện tích 6,47 km², dân số năm 1999 là 7.668 người, mật độ dân số đạt 1.185 người/km².